# Menner Maandblad
Menner Maandblad was een stripblad dat van 1999 tot januari 2014 in eigen beheer werd uitgegeven door Richard de Regt, onder de noemer Menner Productions. Het blad bestond al sinds 1984, maar werd tot 1999 niet uitgegeven en slechts als hobby vervaardigd. De verschijning van het blad is gestopt, het laatste nummer was van januari 2014.
Menner Maandblad werd grotendeels door één persoon op eigen initiatief vervaardigd, het merendeel van de 20 pagina's bevatte strips. De hoofdfiguur van het blad was Menner Dobbeldak, een blonde avonturier die onder andere allerlei sciencefiction- en fantasie-avonturen beleefde. De tekenaars in het blad waren Richard de Regt, A. de Regt en Jack Rinsel. Het blad was vooral bekend bij stripliefhebbers, VIPs uit het stripwereldje en op stripfora.

## Stripbeurzen
Menner Maandblad nam deel aan Clickburg in 2005, een dag georganiseerd door de gelijknamige organisatie ter bevordering van webcomics. Ook was ze regelmatig vertegenwoordigd met een stand op stripbeurzen in Nederland en België, zoals de stripdagen in Houten, op de stripbeurzen van Haarlem, Delft, Hasselt, Venlo, Vlaardingen, Rijswijk, Opwijk (België), Arnhem, Breda, Alphen, Den Bosch, Nazareth (België) en op het Stripfestijn van Dordrecht.
Menner Maandblad werd met een permanente stand vertegenwoordigd op de 5 werelddelen Bazaar in het Entrepotgebouw te Rotterdam. Sinds 2011 stond Menner Maandblad niet meer op stripbeurzen.

## Menner Stripbeurzen
Sinds 2003 werden er in Rotterdam "Menner Stripbeurzen" georganiseerd. In 2016 werd de naam veranderd in "Menner Festival".
De volgende Menner Stripbeurzen werden gehouden:
- 1e en 2e Menner Stripbeurs 2003 in wijkcentrum Het Klooster, Rotterdam-Zuid
- 3e Menner Stripbeurs op 6 september 2009 op het Eiland van Brienenoord
- 4e Menner Stripbeurs op 4 juli 2010 op het Eiland van Brienenoord
- 5e Menner Stripbeurs op 3 april 2011 op het Eiland van Brienenoord
- 6e Menner Stripbeurs op 18 september 2011 op het Eiland van Brienenoord
- 7e Menner Festival op 14 september 2016 in wijkcentrum Het Ravennest